# 弗尔希滕施泰因
弗尔希滕施泰因是奥地利布尔根兰州马特斯堡县的一个市镇。总面积16.59平方公里，总人口2832人，人口密度170.7人/平方公里（2001年）。